# Disobey
Disobey —en español: Desobedecer— es el primer álbum de la superbanda estadounidense Bad Wolves. El disco fue lanzado a través de Eleven Seven el 11 de mayo de 2018. El álbum de la banda dio su mayor éxito hasta la fecha con "Zombie", que alcanzó el número 1 en el Billboard Mainstream Rock.o también un grupo español 

## Lista de canciones
| N.º | Título                       | Duración |  |
| 1.  | «Officer Down»               | 3:29     |  |
| 2.  | «Learn to Live»              | 3:40     |  |
| 3.  | «No Masters»                 | 3:53     |  |
| 4.  | «Zombie»                     | 4:15     |  |
| 5.  | «Run for Your Life»          | 3:32     |  |
| 6.  | «Remember When»              | 3:29     |  |
| 7.  | «Better the Devil»           | 3:02     |  |
| 8.  | «Jesus Slaves»               | 3:39     |  |
| 9.  | «Hear Me Now» (con Diamante) | 3:44     |  |
| 10. | «Truth or Dare»              | 3:33     |  |
| 11. | «The Conversation»           | 3:38     |  |
| 12. | «Shape Shifter»              | 3:50     |  |
| 13. | «Toast to the Ghost»         | 5:30     |  |

| Bonus tracks de la edición deluxe |                                                 |          |  |
| N.º                               | Título                                          | Duración |  |
| 14.                               | «I Swear»                                       | 3:12     |  |
| 15.                               | «Hear Me Now» (con Diamante) (Versión acústica) | 3:30     |  |
| 16.                               | «Zombie» (Versión acústica)                     | 4:19     |  |

## Posicionamiento en lista
| Posiciones en lista | Posiciones en lista | Posiciones en lista | Posiciones en lista | Posiciones en lista | Posiciones en lista | Posiciones en lista | Posiciones en lista | Posiciones en lista | Posiciones en lista |
| US                  | US Rock             | AUS                 | AUT                 | CAN                 | FRA                 | GER                 | NZ Heat.            | SWI                 | UK                  |
| ------------------- | ------------------- | ------------------- | ------------------- | ------------------- | ------------------- | ------------------- | ------------------- | ------------------- | ------------------- |
| 23                  | 3                   | 9                   | 39                  | 23                  | 89                  | 55                  | 9                   | 24                  | 51                  |

## Personal
Bad Wolves
- Tommy Vext - voz principal
- Doc Coyle - guitarra principal, coros
- Chris Cain - guitarra rítmica, coros
- Kyle Konkiel - bajo, coros
- John Boecklin - batería, percusión